# 草河遊也
草河遊也（日语：草河 遊也，1972年1月28日—），日本插畫家、漫畫家。出身於大阪府。

## 人物簡介
1993年，以《HARD DIVER》（都築由浩原作）出道。主要從事輕小說封面和插圖的繪製。目前仍然以全手繪的方式工作。

## 主要作品

### 漫畫
- HARD DIVER（原作：都築由浩，COMIC GAIA）

### 小說封面、插圖
富士見Fantasia文庫
- 魔術士歐菲（著：秋田禎信）
- 千劍物語（日语：サウザンドアームズ）（著：富永浩史）
- BLACK BLOOD BROTHERS（著：字野耕平（日语：あざの耕平））

角川Sneaker文庫
- Lady Gunner（日语：レディ・ガンナー）（著：茅田砂胡）
- 月與闇之戰記（日语：月と炎の戦記）（著：森岡浩之）

其它文庫
- 邪鬼！（著：谷登志雄，電擊文庫）
- （著：新熊昇、都築由浩，青心社（日语：青心社））
- 魔術士歐菲流浪之旅（著：秋田禎信，TO BOOKS（日语：ティー・オーエンタテインメント#TOブックス））
- 勇者（著：火箭商會，KADOKAWA BOOK（日语：カドカワBOOKS））

### 人物設計
- 千劍物語（日语：サウザンドアームズ）（ATLUS）

### 畫冊
- 魔術士歐菲流浪之旅 鋼之後繼者（ISBN 482919121X）
- 魔術士歐菲流浪之旅 黑之聖域（ISBN 4829191244）
- 魔術士歐菲流浪之旅 草河遊也原畫展2012（ISBN 4864720258）

### 其它
-  負責2010年6月分插圖

## 相關項目
- 富士見Fantasia文庫
- 角川Sneaker文庫
- 電擊文庫

## 外部連結
- （日語）